# Сан-Мартіню-де-Сілвареш
Сан-Мартіню-де-Сілвареш (порт. São Martinho de Silvares; МФА: [ˈsɐ̃w maɾ.ˈti.ɲu dɨ siɫ.ˈva.ɾɨʃ]) — парафія в Португалії, у муніципалітеті Фафе. Розташована в північно-західній частині країни, на теренах історичної португальської провінції Дору-Міню. Входить до складу округу Брага. За адміністративним поділом, чинним до 1976 року, терени парафії були складовою провінції Міню. Належить до Бразької архідіоцезії Католицької церкви. Патрон — Мартин Турський. Площа — 6,2929 км². Населення — 1325 ос. (2011). Слабо урбанізований регіон. Густота населення — 210,55 осіб/км²
. Код — 030729.

## Назва
- Сілвареш (Сан-Мартіню) (порт. Silvares (São Martinho)) — офіційна назва.

## Населення
| Кількість мешканців | Кількість мешканців | Кількість мешканців | Кількість мешканців | Кількість мешканців | Кількість мешканців | Кількість мешканців | Кількість мешканців | Кількість мешканців | Кількість мешканців | Кількість мешканців | Кількість мешканців | Кількість мешканців | Кількість мешканців | Кількість мешканців |
| ------------------- | ------------------- | ------------------- | ------------------- | ------------------- | ------------------- | ------------------- | ------------------- | ------------------- | ------------------- | ------------------- | ------------------- | ------------------- | ------------------- | ------------------- |
| 1864                | 1878                | 1890                | 1900                | 1911                | 1920                | 1930                | 1940                | 1950                | 1960                | 1970                | 1981                | 1991                | 2001                | 2011                |
| 447                 | 557                 | 630                 | 684                 | 769                 | 747                 | 870                 | 1 016               | 1 262               | 1 304               | 1 259               | 1 339               | 1 505               | 1 451               | 1 325               |